# 高原省 (剛果共和國)
高原省（法語：Plateaux），是剛果共和國中部的一個省份，首府兼巴拉，該區北臨盆地省、東接剛果民主共和國、南毗普爾省、西接萊庫穆省和加蓬共和國，面積38,400平方公里，下分4縣，2007年人口174,591。
1. ↑  . hdi.globaldatalab.org.   [2018-09-13] （英语）.